# Dresdner Kleinwort

Logo 2006

Vorheriges Logo (2005)

Dresdner Kleinwort (DKIB) war die Marke, unter der die Dresdner Bank AG ihr Investmentbanking unmittelbar vor Übernahme durch die Commerzbank AG betrieb. Vorherige Marken dieses Geschäfts waren Dresdner Kleinwort Benson (DKB) von 1995 bis 2001 und Dresdner Kleinwort Wasserstein (DrKW) von 2001 bis 2006.

## Geschichte
1995 kaufte die Dresdner Bank die britische Investmentbank Kleinwort Benson, um sie unter dem Namen Dresdner Kleinwort Benson weiterzuführen. Am 4. Januar 2001 wurde Dresdner Kleinwort Benson mit der US-amerikanischen Investmentbank Wasserstein Perella zu Dresdner Kleinwort Wasserstein fusioniert. Am 23. Juli 2001 folgte die Übernahme der Dresdner Bank mitsamt Dresdner Kleinwort Wasserstein durch die Allianz AG. Nach Differenzen mit dem Allianz-Vorstand verließ Wasserstein Perella-Gründer Bruce Wasserstein zum 16. November 2001 die Bank, um für den Konkurrenten Lazard als CEO tätig zu werden. Am 24. November 2005 beschloss der Aufsichtsrat der Dresdner Bank, die Investmentbank mit der Firmenkundenabteilung zum Bereich Corporate & Investment Banking zusammenzulegen. Im Frühjahr 2006 beschloss der Vorstand der Dresdner Bank, den Namen der Investmentbank-Aktivitäten mit Wirkung zum 29. Juni 2006 in Dresdner Kleinwort zu ändern. 2008, infolge der anhaltenden hohen Verluste der Dresdner Bank, für die insbesondere die geschäftlichen Aktivitäten von Dresdner Kleinwort verantwortlich gemacht wurde, verkaufte die Allianz AG die Dresdner Bank inkl. Dresdner Kleinwort an die konkurrierende Commerzbank. Mit Hauptsitzen in London und Frankfurt am Main sowie Niederlassungen an Finanzplätzen wie New York, Paris, Tokio, Singapur und Shanghai war Dresdner Kleinwort in 16 Ländern vertreten. Bis zuletzt waren weltweit insgesamt etwa 6000 Mitarbeiter beschäftigt. Die Tochtergesellschaften von Dresdner Kleinwort in Japan und Brasilien sollten auf Entscheidung der neuen Unternehmensleitung geschlossen bzw. verkauft werden. Im ersten Halbjahr 2009 zog sich die Bank weitestgehend aus dem Maklergeschäft in Großbritannien zurück. 2009 vollzog die neue Eigentümerin Commerzbank eine Umstrukturierung der Investmentbank-Aktivitäten der Dresdner Kleinwort. Am 1. September 2009 wurde die Marke Dresdner Kleinwort durch die Marke Commerzbank abgelöst und damit die vollständige Integration in die Corporates & Markets Division der Commerzbank vollzogen. Die Commerzbank gab Ende 2009 u. a. auf Druck der EU-Wettbewerbshüter einen Teil der ehemaligen Dresdner Kleinwort, die auf vermögende Privatkunden spezialisierte britische Bank Kleinwort Benson, an den Finanzinvestor RHJ International ab. Der Finanzinvestor firmierte nach dem Kauf der BHF-Bank im Jahr 2014 in BHF Kleinwort Benson Group um, diese wurde im 2016 vom französischen Finanzdienstleister Oddo & Cie gekauft, welcher wiederum Kleinwort Benson unmittelbar an die französische Großbank Société Générale weiterveräußerte; in deren Portefeuille firmiert dieses Geschäft heute als Kleinwort Hambros als Teil der Private-Banking-Aktivitäten der Société Générale.
Chief Executive Officer war von Dezember 2005 an Stefan Jentzsch, der im Januar 2009 von Michael Reuther abgelöst wurde.
Dresdner Kleinwort war ab 2006 Sponsor eines Triathlonteams um Normann Stadler. Zuvor hatte das Unternehmen den Frankfurt-Marathon gesponsert und war Hauptsponsor des gleichnamigen deutschen Triathlon-Teams.